# Tungling
Tungling (egyszerűsített kínai írással: 铜陵市, pinjin: Tónglíng) prefektúra szintű város Kínában, Anhuj tartományban. Lakosainak száma 1 311 726 fő (2020).

## Népesség
| 2010 | 1 562 670 |
| 2020 | 1 311 726 |

## Testvérvárosok
- Borough of Halton
- Antofagasta
- Varese
- Leiria
- Skellefteå község